# Esquerchin
Esquerchin település Franciaországban, Nord megyében. Lakosainak száma 902 fő (2022. január 1.). Esquerchin Lauwin-Planque, Noyelles-Godault, Quiéry-la-Motte, Cuincy, Flers-en-Escrebieux, Courcelles-lès-Lens és Hénin-Beaumont községekkel határos.

## Népesség
A település népességének változása:
| Lakosok száma | 906  | 900  | 904  | 891  | 899  | 906  | 914  | 901  | 902  |
|               | 2013 | 2015 | 2016 | 2017 | 2018 | 2019 | 2020 | 2021 | 2022 |